# Dornier Do 27
Dornier Do 27 je bilo nemško propelersko večnamensko letalo s STOL sposobnostmi. Zasnoval ga je nemški Dornier v 1950ih. Prvi let je bil 27. junija 1955. Zgradili so okrog 628 letal, večino v Nemčiji, okrog 50 pa pri španski CASI kot CASA-127. Do 27 je bilo prvo nemško serijsko proizvajano letalo po 2. svetovni vojni.
Do 27 je imel visokonamščeno krilo in fiksno pristajalno podvozje z repnim kolesom. 

## Specifikacije (Do 27Q-5)
Podatki iz Macdonald Aircraft Handbook
Splošne karakteristike
- Posadka: 1 ali 2
- Število sedežev: 4-6 potnikov
- Dolžina: 9,60 m (31 ft 6 in)
- Razpon kril: 12 m (39 ft 5 in)
- Višina: 2,80 m (9 ft 2 in)
- Površina kril: 19,4 m² (208,7 ft²)
- Teža praznega letala: 1073 kg (2365 lb)
- Maks. vzletna teža: 1850 kg (4080 lb)
- Pogon letala: 1 ×  6-valjni batni motor Lycoming GO-480-B1A6, 201 kW (270 KM)

 Zmogljivost 
- Neprekoračljiva hitrost: 333 km/h (180 vozlov, 207 mph)
- Maks. hitrost: 232 km/h (125 vozlov, 144 mph)
- Potovalna hitrost: 211 km/h (114 vozlov, 131 mph)
- Hitrost porušitve vzgona: 74 km/h (40 vozlov, 46 mph)
- Doseg: 1287 km (695 nmi, 800 milj)
- Višina leta: 3290 m (10800 ft)